# Фалконер (Нью-Йорк)
Фалконер (англ. Falconer) — селище (англ. village) в США, в окрузі Чотоква штату Нью-Йорк. Населення — 2269 осіб (2020).

## Географія
Фалконер розташований за координатами 42°7′8″ пн. ш. 79°11′50″ зх. д. / 42.11889° пн. ш. 79.19722° зх. д. (42.118984, -79.197272).  За даними Бюро перепису населення США в 2010 році селище мало площу 2,83 км², уся площа — суходіл.

## Демографія
Згідно з переписом 2010 року, у селищі мешкало 2420 осіб у 1081 домогосподарстві у складі 645 родин. Густота населення становила 855 осіб/км².  Було 1166 помешкань (412/км²).
Расовий склад населення:
| - 97,3 % — білих - 0,6 % — чорних або афроамериканців - 0,3 % — корінних американців - 0,3 % — азіатів |

До двох чи більше рас належало 1,1 %. Частка іспаномовних становила 2,2 % від усіх жителів.
За віковим діапазоном населення розподілялося таким чином: 22,6 % — особи молодші 18 років, 59,5 % — особи у віці 18—64 років, 17,9 % — особи у віці 65 років та старші. Медіана віку мешканця становила 41,1 року. На 100 осіб жіночої статі у селищі припадало 100,2 чоловіків;  на 100 жінок у віці від 18 років та старших — 92,2 чоловіків також старших 18 років.
Середній дохід на одне домашнє господарство  становив 43 642 долари США (медіана — 37 566), а середній дохід на одну сім'ю — 56 327 доларів (медіана — 50 688). Медіана доходів становила 32 375 доларів для чоловіків та 26 774 долари для жінок. За межею бідності перебувало 16,5 % осіб, у тому числі 24,1 % дітей у віці до 18 років та 7,9 % осіб у віці 65 років та старших.
Цивільне працевлаштоване населення становило 1260 осіб. Основні галузі зайнятості: виробництво — 36,1 %, освіта, охорона здоров'я та соціальна допомога — 21,0 %, мистецтво, розваги та відпочинок — 11,7 %, роздрібна торгівля — 11,3 %.